# Selección femenina de voleibol de Bélgica
La selección femenina de voleibol de Bélgica es el equipo representativo del país en las competiciones oficiales de voleibol. Su organización está a cargo de la Federation Royale Belge De Volleyball (PZPS). Se encuentra en el 13.° puesto de acuerdo con el último ranking mundial.

## Palmarés
| Competición        |   |   |   | Total |
| ------------------ | - | - | - | ----- |
| Juegos Olímpicos   | 0 | 0 | 0 | 0     |
| Campeonato Mundial | 0 | 0 | 0 | 0     |
| Campeonato Europeo | 0 | 0 | 1 | 1     |
| Grand Prix         | 0 | 0 | 0 | 0     |
| Copa del Mundo     | 0 | 0 | 0 | 0     |
| Total              | 0 | 0 | 1 | 1     |

## Resultados

### Juegos Olímpicos
- 1964 - 2012 — No clasificado

### Campeonato Mundial
- 1956 — 13° Puesto
- 1978 — 22° Puesto
- 2014 — 11° Puesto

### Grand Prix
- 2014 — 13° Puesto
- 2015 — 10° Puesto
- 2016 — 11° Puesto

### Campeonato Europeo
- 1967 — 14° Puesto
- 1975 — 12° Puesto
- 1979 — 12° Puesto
- 1987 — 12° Puesto
- 2007 — 7° Puesto
- 2009 — 11° Puesto
- 2013 — 3° Puesto

## Equipo actual
La siguiente es la lista de  Bélgica en el Campeonato Mundial de Voleibol Femenino de 2014.
Director Técnico:  Gert Vande Broek
| N.º | Nombre             | Cumpleaños           | Altura  | Peso  | Ataque  | Bloque  | Posición | Club 2014              |
| --- | ------------------ | -------------------- | ------- | ----- | ------- | ------- | -------- | ---------------------- |
| 1   | Angie Bland        | 26/04/1984 (40 años) | 1.87 cm | 65 kg | 3.06 cm | 2.98 cm | Central  | Volley-Ball Nantes     |
| 3   | Frauke Dirickx     | 03/01/1980 (45 años) | 1.86 cm | 74 kg | 3.05 cm | 3.02 cm | Armadora | Nordmeccanica Piacenza |
| 4   | Nina Coolman       | 25/01/1991 (34 años) | 1.80 cm | 70 kg | 3.05 cm | 2.93 cm | Punta    | Saint-Cloud Paris      |
| 5   | Laura Heyrman      | 17/05/1993 (31 años) | 1.86 cm | 73 kg | 3.10 cm | 2.80 cm | Central  | LJ Modena              |
| 6   | Charlotte Leys (C) | 18/03/1989 (36 años) | 1.84 cm | 78 kg | 3.05 cm | 2.93 cm | Punta    | Atom Trefl Sopot       |
| 7   | Valérie Courtois   | 01/11/1990 (34 años) | 1.71 cm | 66 kg | 2.80 cm | 2.70 cm | Libero   | Budowlani Łódź         |
| 10  | Lise Van Hecke     | 01/07/1992 (32 años) | 1.86 cm | 70 kg | 2.99 cm | 2.81 cm | Opuesta  | Nordmeccanica Piacenza |
| 11  | Els Vandesteene    | 30/05/1987 (37 años) | 1.84 cm | 70 kg | 3.08 cm | 2.91 cm | Punta    | Volley-Ball Nantes     |
| 12  | Dominika Strumilo  | 26/12/1996 (28 años) | 1.86 cm | 66 kg | 3.11 cm | 2.92 cm | Punta    | Asterix Kieldrecht     |
| 14  | Hélène Rousseaux   | 25/09/1991 (33 años) | 1.87 cm | 70 kg | 3.22 cm | 3.00 cm | Punta    | LJ Modena              |
| 17  | Ilka Van de Vyver  | 26/01/1993 (32 años) | 1.79 cm | 73 kg | 2.96 cm | 2.73 cm | Armadora | RC Cannes              |
| 18  | Britt Ruysschaert  | 27/05/1994 (30 años) | 1.77 cm | 62 kg | 3.02 cm | 2.81 cm | Libero   | Asterix Kieldrecht     |
| 19  | Sarah Cools        | 14/04/1997 (27 años) | 1.88 cm | 68 kg | 3.12 cm | 2.91 cm | Central  | Asterix Kieldrecht     |
| 20  | Maud Catry         | 04/09/1990 (34 años) | 1.89 cm | 78 kg | 3.07 cm | 3.02 cm | Central  | Saint-Cloud Paris      |

## Escuadras
- Campeonato Europeo 2007 — 7° Puesto

- Frauke Dirickx, Angie Bland, Charlotte Leys, Lore Gillis, Griet Van Vaerenbergh, Marta Szczygielska, Gwendoline Horemans, Celine Laforge, Greet Coppe, Els Vandesteene, Jolien Wittock y Anja Van Damme. 
  - Entrenador:  Jan De Brandt.

- Campeonato Europeo 2009 — 11° Puesto

- Freya Aelbrecht, Frauke Dirickx, Yana De Leeuw, Charlotte Leys, Liesbet Vindevoghe, Virginie De Carne, Griet Van Vaerenbergh, Marta Szczygielska, Gwendoline Horemans, Hélène Rousseaux, Els Vandesteene y Jolien Wittock. 
  - Entrenador:  Gert Vande Broek.

- Campeonato Europeo 2013 —  Medalla de Bronce

- Nina Coolman, Frauke Dirickx, Valérie Courtois, Laura Heyrman, Charlotte Leys, Freya Aelbrecht, Lise Van Hecke, Els Vandesteene, Angie Bland, Hélène Rousseaux, Ilka Van de Vyver y Lore Gillis. 
  - Entrenador:  Gert Vande Broek.

- Grand Prix 2014 — 13° Puesto

- Angie Bland, Jasmien Biebauw, Frauke Dirickx, Nina Coolman, Laura Heyrman, Charlotte Leys, Valérie Courtois, Freya Aelbrecht, Lise Van Hecke, Els Vandesteene, Hélène Rousseaux, Lore Gillis, Britt Ruysschaert y Ilka Van de Vyver. 
  - Entrenador:  Gert Vande Broek.

- Campeonato Mundial 2014 — 11° lugar

- Angie Bland, Frauke Dirickx, Nina Coolman, Laura Heyrman, Charlotte Leys, Valérie Courtois, Lise Van Hecke, Els Vandesteene, Dominika Strumilo, Hélène Rousseaux, Ilka Van de Vyver, Britt Ruysschaert, Sarah Cools y Maud Catry. 
  - Entrenador:  Gert Vande Broek.

## Divisiones inferiores deBélgica

### Selección sub-23
| Competición               |   |   |   | Total |
| ------------------------- | - | - | - | ----- |
| Campeonato Mundial Sub-23 | 0 | 0 | 0 | 0     |
| Total                     | 0 | 0 | 0 | 0     |

### Selección Sub-20
| Competición               |   |   |   | Total |
| ------------------------- | - | - | - | ----- |
| Campeonato Mundial Sub-20 | 0 | 0 | 0 | 0     |
| Campeonato Europeo Sub-20 | 0 | 0 | 0 | 0     |
| Juegos de la Juventud     | 1 | 0 | 0 | 1     |
| Total                     | 1 | 0 | 0 | 1     |

### Selección Sub-18
| Competición               |   |   |   | Total |
| ------------------------- | - | - | - | ----- |
| Campeonato Mundial Sub-18 | 0 | 0 | 1 | 1     |
| Campeonato Europeo Sub-18 | 1 | 0 | 0 | 1     |
| Total                     | 1 | 0 | 1 | 2     |